# Rochedos Opaka
Os Rochedos Opaka (em búlgaro:  скали Опака, ‘Skali Opaka’ ska-'li 'o-pa-ka) são um grupo de rochedos, o principal deles situado a 700 m (766 jardas) a norte do Rochedo Henfield, 3,44 km (2,14 mi) a leste das Ilhas Pordim e 4,79 km a oeste dos Rochedos Mellona, fora da costa norte da Ilha Robert, Ilhas Shetland do Sul. Uma expedição búlgara mapeou os rochedos inicialmente em 2009. Receberam seu nome em homenagem ao povoado de Opaka, na Bulgária norte-ocidental.

## Mapas
- L.L. Ivanov. Antártica: Ilha Livingston e Ilhas Greenwich, Robert, da Neve e Smith. Escala 1:120000, topográfico. Troyan: Fundação Manfred Wörner, 2009.  ISBN 978-954-92032-6-4